# Oude Kerk (Zoetermeer)

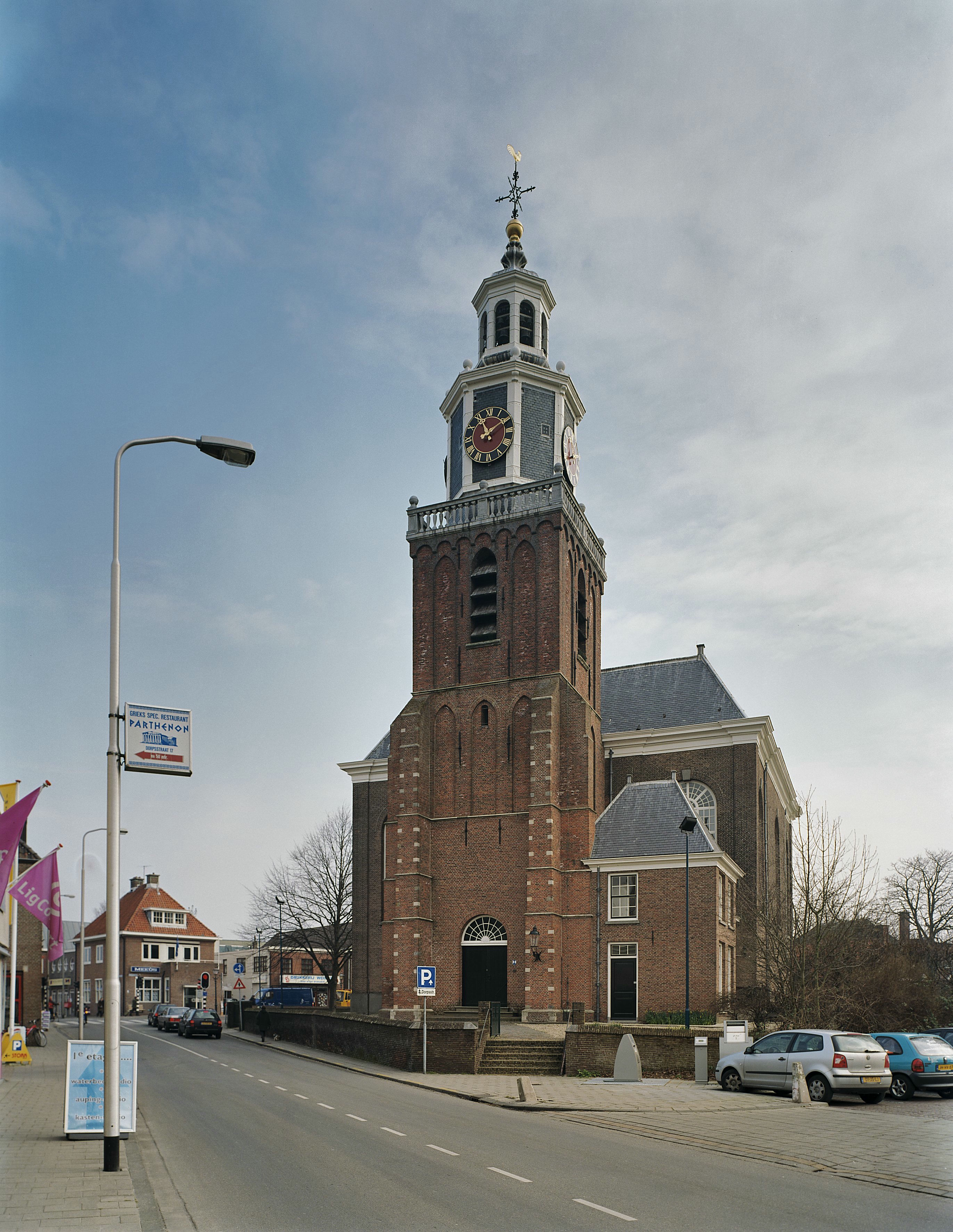
Die Oude Kerk in Zoetermeer, Blick zum spätgotischen Turm

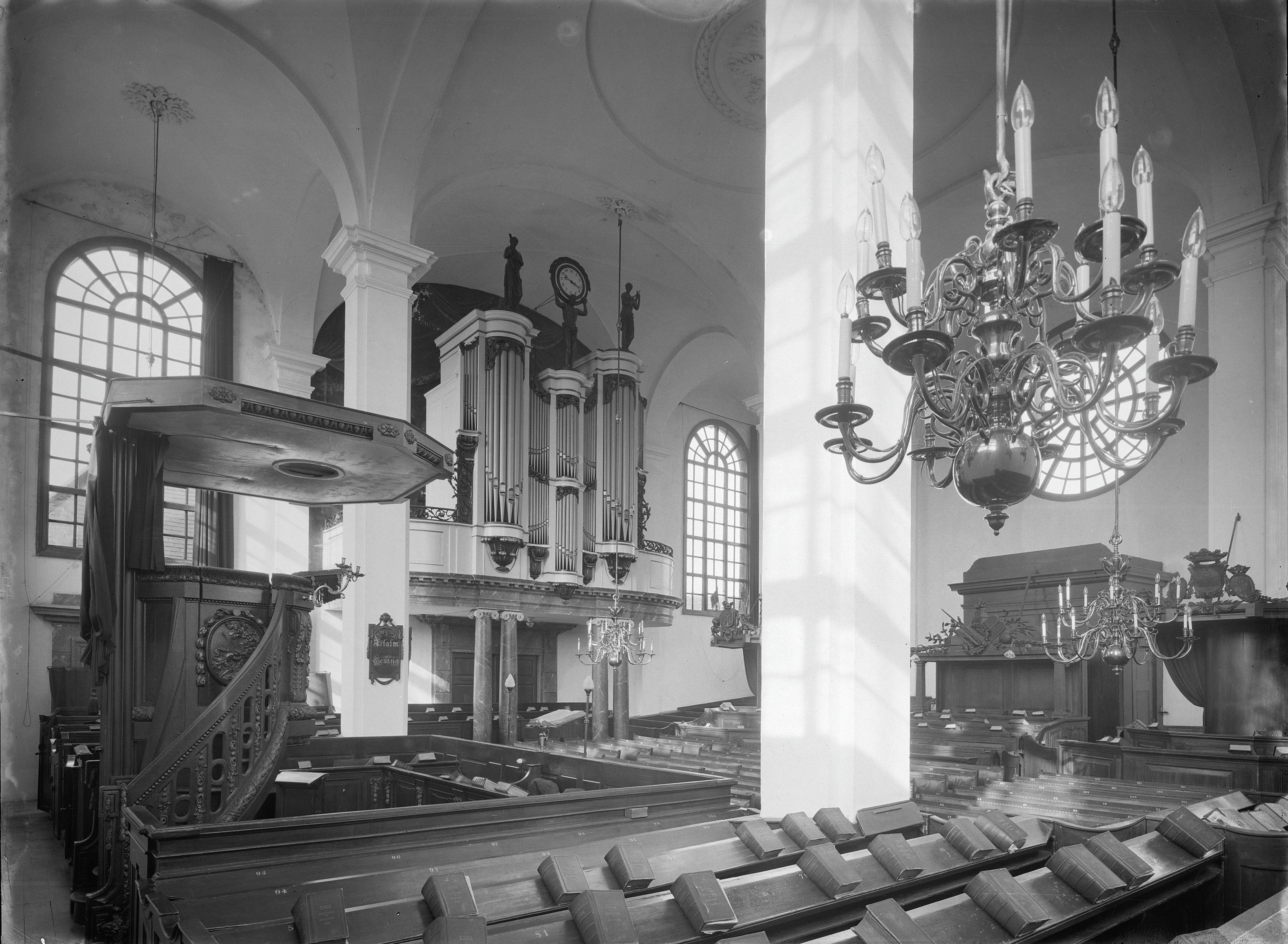
Innenansicht

Die Oude Kerk (deutsch Alte Kirche) ist ein Kirchengebäude der Protestantischen Kirche in den Niederlanden  in Zoetermeer in der Provinz Zuid-Holland. Die Kirche ist seit 1967 als Rijksmonument eingestuft.

## Geschichte
Die ursprünglich dem heiligen Nikolaus von Myra gewidmete Kirche ist eine Hallenkirche auf quadratischem Grundriss mit einem rechteckigen Anbau an der Ostseite sowie einem dreiteiligen Turm mit achtseitiger Krone. Der von einer mittelalterlichen Vorgängerkirche erhaltene spätgotische Turm mit rechtwinkligen Strebepfeilern und Eckquaderungen aus Naturstein stammt aus der zweiten Hälfte des 15. Jahrhunderts. Nach Sturmschäden im Jahr 1642 erhielt der Turm eine klassizistische Holzbekrönung mit Laterne. Darin sind eine von Adriaen Steilaert im Jahr 1571 gegossene Uhr und ein mechanisches Uhrwerk, 1664 von von Harmannus Brouckman gefertigt, enthalten.
Die heutige Hallenkirche wurde nach einem Entwurf von Jan Giudici 1785 bis 1787 im Stil des Louis-seize errichtet. Der Kirchenraum ist von Stuckgewölben auf vier Säulen bedeckt. Zum Inventar, das auch im Stil des Louis-seize ausgeführt ist, gehören eine Kanzel und eine Taufschranke, beide von Franciscus van Ursel gefertigt, sowie drei Herrenbänke mit Schnitzereien von David Pieters. Die Orgel wurde von N.A. Lohman und Sohn 1839 erbaut. Das Instrument wurde im Jahr 1971 erweitert. Die Kirche und der Turm wurden in den Jahren 1969/70 restauriert.